# Campeonato Mundial de Atletismo de 2023 - 1500 m masculino
A disputa na modalidade 1500 metros rasos masculino no Campeonato Mundial de Atletismo de 2023 fora realizada entre os dias 19 e 22 de agosto no Centro Atlético Nacional em Budapeste, na Hungria. Ao todo, 57 corredores de 34 Comitês Olímpicos Nacionais participaram do evento.

## Recordes
Antes da competição os recordes eram os seguintes:
| Recorde                                       | Atleta & CON                 | Marca   | Localidade       | Data                 |
| --------------------------------------------- | ---------------------------- | ------- | ---------------- | -------------------- |
| Recorde mundial                               | Hicham El Guerrouj (MAR)     | 3:26.00 | Roma, Itália     | 14 de julho de 1998  |
| Recorde do campeonato                         | Hicham El Guerrouj (MAR)     | 3:27.65 | Sevilha, Espanha | 24 de agosto de 1999 |
| Recorde do ano                                | Jakob Ingebrigtsen (NOR)     | 3:27.14 | Chórzow, Polônia | 16 de julho de 2023  |
| Recorde da África                             | Hicham El Guerrouj (MAR)     | 3:26.00 | Roma, Itália     | 14 de julho de 1998  |
| Recorde da Ásia                               | Rashid Ramzi (BHR)           | 3:29.14 | Roma, Itália     | 14 de julho de 2006  |
| Recorde da América do Norte, Central e Caribe | Yared Nuguse (USA)           | 3:29.02 | Oslo, Noruega    | 15 de junho de 2023  |
| Recorde da América do Sul                     | Hudson Santos de Souza (BRA) | 3:33.25 | Roma, Itália     | 28 de agosto de 2005 |
| Recorde da Europa                             | Jakob Ingebrigtsen (NOR)     | 3:27.14 | Chórzow, Polônia | 16 de julho de 2023  |
| Recorde da Oceania                            | Ollie Hoare (AUS)            | 3:29.41 | Oslo, Noruega    | 15 de junho de 2023  |

## Medalhistas
| Ouro                     | Prata                        | Bronze                            |
| Josh Kerr · Grã-Bretanha | Jakob Ingebrigtsen · Noruega | Narve Gilje Nordås · Grã-Bretanha |

## Tempo de qualificação
O tempo de qualificação para qualificar-se automaticamente a prova foi de 3:34.50.

## Calendário
A programação do evento, no horário local (UTC+2), era a seguinte:
| Data         | Horário | Rodada      |
| ------------ | ------- | ----------- |
| 19 de agosto | 19:02   | Heats       |
| 20 de agosto | 17:35   | Semi-finals |
| 23 de agosto | 21:15   | Final       |

## Resultados

### Eliminatórias
Os 6 primeiros de cada bateria eliminatória (Q) avançaram às semifinais.
| Pos. | Bateria | Corredor                    | CON            | Tempo   | Notas                |
| ---- | ------- | --------------------------- | -------------- | ------- | -------------------- |
| 1    | 1       | Jakob Ingebrigtsen          | Noruega        | 3:33.94 | Q                    |
| 2    | 1       | Josh Kerr                   | Reino Unido    | 3:34.00 | Q                    |
| 3    | 4       | Abel Kipsang                | Quênia         | 3:34.08 | Q                    |
| 4    | 4       | Yared Nuguse                | Estados Unidos | 3:34.16 | Q                    |
| 5    | 4       | Adam Spencer                | Austrália      | 3:34.17 | Q                    |
| 6    | 1       | Reynold Cheruiyot           | Quênia         | 3:34.24 | Q                    |
| 7    | 3       | Niels Laros                 | Países Baixos  | 3:34.25 | Q                    |
| 8    | 4       | Charles Grethen             | Luxemburgo     | 3:34.32 | Q,                   |
| 9    | 3       | Mohamed Katir               | Espanha        | 3:34.34 | Q                    |
| 10   | 1       | Adel Mechaal                | Espanha        | 3:34.35 | Q                    |
| 11   | 1       | Isaac Nader                 | Portugal       | 3:34.36 | Q                    |
| 12   | 3       | Cole Hocker                 | Estados Unidos | 3:34.43 | Q                    |
| 13   | 4       | Pietro Arese                | Itália         | 3:34.48 | Q                    |
| 14   | 1       | Charles Philibert-Thiboutot | Canadá         | 3:34.60 | Q                    |
| 15   | 4       | Elliot Giles                | Reino Unido    | 3:34.63 | Q                    |
| 16   | 3       | Narve Gilje Nordås          | Noruega        | 3:34.67 | Q                    |
| 17   | 4       | Andrew Coscoran             | Irlanda        | 3:34.75 | Q                    |
| 18   | 4       | Ossama Meslek               | Itália         | 3:35.12 |                      |
| 19   | 3       | Azeddine Habz               | França         | 3:35.16 | Q                    |
| 20   | 4       | Salim Keddar                | Argélia        | 3:35.17 |                      |
| 21   | 1       | Amos Bartelsmeyer           | Alemanha       | 3:35.44 |                      |
| 22   | 4       | Jochem Vermeulen            | Bélgica        | 3:35.45 |                      |
| 23   | 4       | Anass Essayi                | Marrocos       | 3:35.63 |                      |
| 24   | 3       | Stewart McSweyn             | Austrália      | 3:36.01 |                      |
| 25   | 4       | Michał Rozmys               | Polónia        | 3:36.26 | Recorde da temporada |
| 26   | 4       | Raphael Pallitsch           | Áustria        | 3:36.47 | Recorde pessoal      |
| 27   | 1       | Samuel Zeleke               | Etiópia        | 3:36.57 |                      |
| 28   | 3       | Kieran Lumb                 | Canadá         | 3:36.66 |                      |
| 29   | 3       | Abdellatif Sadiki           | Marrocos       | 3:37.19 |                      |
| 30   | 4       | Kristian Uldbjerg Hansen    | Dinamarca      | 3:37.27 | Recorde pessoal      |
| 31   | 3       | Elzan Bibić                 | Sérvia         | 3:37.45 |                      |
| 32   | 3       | István Szögi                | Hungria        | 3:37.57 |                      |
| 33   | 1       | Abraham Guem                | Sudão do Sul   | 3:37.85 | Recorde pessoal      |
| 34   | 3       | Abu Mayanja                 | Uganda         | 3:38.15 |                      |
| 35   | 3       | Ajay Kumar Saroj            | Índia          | 3:38.24 | Recorde pessoal      |
| 36   | 3       | Diego Lacamoire             | Argentina      | 3:38.92 |                      |
| 37   | 1       | Ryan Mphahlele              | África do Sul  | 3:39.16 |                      |
| 38   | 1       | Yervand Mkrtchyan           | Armênia        | 3:39.35 | Recorde nacional     |
| 39   | 3       | Ismael Debjani              | Bélgica        | 3:39.73 |                      |
| 40   | 1       | Nicholas Griggs             | Irlanda        | 3:40.72 |                      |
| 41   | 4       | Adisu Girma                 | Etiópia        | 3:45.86 |                      |
| 42   | 1       | Matthew Ramsden             | Austrália      | 3:46.45 | qR                   |
| 43   | 2       | Mario García                | Espanha        | 3:46.77 | Q                    |
| 44   | 2       | Tshepo Tshite               | África do Sul  | 3:46.79 | Q                    |
| 45   | 2       | Neil Gourley                | Reino Unido    | 3:46.87 | Q                    |
| 46   | 2       | Samuel Tanner               | Nova Zelândia  | 3:46.93 | Q                    |
| 47   | 2       | Ruben Verheyden             | Bélgica        | 3:47.02 | Q                    |
| 48   | 2       | Timothy Cheruiyot           | Quênia         | 3:47.09 | Q                    |
| 49   | 2       | Joonas Rinne                | Finlândia      | 3:47.16 |                      |
| 50   | 2       | Joe Waskom                  | Estados Unidos | 3:47.26 |                      |
| 51   | 2       | Hicham Akankam              | Marrocos       | 3:47.45 |                      |
| 52   | 2       | Luke McCann                 | Irlanda        | 3:47.48 |                      |
| 53   | 2       | Teddese Lemi                | Etiópia        | 3:47.49 |                      |
| 54   | 2       | Rob Napolitano              | Porto Rico     | 3:48.29 |                      |
| 55   | 2       | Joao Bussotti               | Itália         | 3:48.55 |                      |
| 56   | 2       | Julian Ranc                 | França         | 3:48.63 |                      |
| 57   | 1       | Tom Elmer                   | Suíça          | 3:55.72 | qR                   |
| 58   | 1       | Emil Danielsson             | Suécia         | 3:57.70 | qR                   |

### Semifinais
Os 6 primeiros de cada semifinal (Q) avançaram à final.
| Pos. | Bateria | Corredor                    | CON            | Tempo   | Notas           |
| ---- | ------- | --------------------------- | -------------- | ------- | --------------- |
| 1    | 1       | Yared Nuguse                | Estados Unidos | 3:32.69 | Q               |
| 2    | 1       | Abel Kipsang                | Quênia         | 3:32.72 | Q               |
| 3    | 1       | Niels Laros                 | Países Baixos  | 3:32.74 | Q,              |
| 4    | 1       | Azeddine Habz               | França         | 3:32.79 | Q               |
| 5    | 1       | Narve Gilje Nordås          | Noruega        | 3:32.81 | Q               |
| 6    | 1       | Neil Gourley                | Reino Unido    | 3:32.97 | Q               |
| 7    | 1       | Tshepo Tshite               | África do Sul  | 3:32.98 |                 |
| 8    | 1       | Pietro Arese                | Itália         | 3:33.11 | Recorde pessoal |
| 9    | 1       | Adel Mechaal                | Espanha        | 3:33.33 |                 |
| 10   | 1       | Mohamed Katir               | Espanha        | 3:33.56 |                 |
| 11   | 1       | Ruben Verheyden             | Bélgica        | 3:33.96 |                 |
| 12   | 1       | Emil Danielsson             | Suécia         | 3:34.16 | Recorde pessoal |
| 13   | 2       | Jakob Ingebrigtsen          | Noruega        | 3:34.98 | Q               |
|      | 2       | Josh Kerr                   | Reino Unido    | 3:35.14 | Q               |
| 15   | 2       | Cole Hocker                 | Estados Unidos | 3:35.23 | Q               |
| 16   | 2       | Mario García                | Espanha        | 3:35.26 | Q               |
| 17   | 2       | Isaac Nader                 | Portugal       | 3:35.31 | Q               |
| 18   | 2       | Reynold Cheruiyot           | Quênia         | 3:35.53 | Q               |
| 19   | 2       | Charles Grethen             | Luxemburgo     | 3:36.11 |                 |
| 20   | 2       | Samuel Tanner               | Nova Zelândia  | 3:36.58 |                 |
| 21   | 1       | Matthew Ramsden             | Austrália      | 3:36.83 |                 |
| 22   | 1       | Andrew Coscoran             | Irlanda        | 3:37.39 |                 |
| 23   | 2       | Timothy Cheruiyot           | Quênia         | 3:37.40 |                 |
| 24   | 2       | Charles Philibert-Thiboutot | Canadá         | 3:37.41 |                 |
| 25   | 2       | Tom Elmer                   | Suíça          | 3:38.33 |                 |
| 26   | 2       | Elliot Giles                | Reino Unido    | 3:39.05 |                 |
| 27   | 2       | Adam Spencer                | Austrália      | 3:42.10 |                 |

### Final
| Pos.              | Corredor           | CON            | Tempo   | Notas                |
| ----------------- | ------------------ | -------------- | ------- | -------------------- |
| Medalha de ouro   | Josh Kerr          | Reino Unido    | 3:29.38 | Recorde da temporada |
| Medalha de prata  | Jakob Ingebrigtsen | Noruega        | 3:29.65 |                      |
| Medalha de bronze | Narve Gilje Nordås | Noruega        | 3:29.68 |                      |
| 4                 | Abel Kipsang       | Quênia         | 3:29.89 |                      |
| 5                 | Yared Nuguse       | Estados Unidos | 3:30.25 |                      |
| 6                 | Mario García       | Espanha        | 3:30.26 |                      |
| 7                 | Cole Hocker        | Estados Unidos | 3:30.70 | Recorde pessoal      |
| 8                 | Reynold Cheruiyot  | Quênia         | 3:30.78 |                      |
| 9                 | Neil Gourley       | Reino Unido    | 3:31.10 |                      |
| 10                | Niels Laros        | Países Baixos  | 3:31.25 | Recorde nacional     |
| 11                | Azeddine Habz      | França         | 3:33.14 |                      |
| 12                | Isaac Nader        | Portugal       | 3:35.41 |                      |

Legenda
| Recorde mundial       | Recorde mundial (World record)               |                       | Recorde africano                      | Recorde africano (African) |                                           | Q | Classificado por posição (Qualified) |
| Recorde do campeonato | Recorde do campeonato (Championship record)  | Recorde da América    | Recorde da América (Americas)         | q                          | Classificado por melhor tempo (Qualified) |   |                                      |
| Melhor marca do ano   | Melhor marca do ano (World leading)          | Recorde asiático      | Recorde asiático (Asian)              | DNS                        | Não largou (Did not start)                |   |                                      |
| Recorde nacional      | Recorde nacional (National record)           | Recorde europeu       | Recorde europeu (European)            | DNF                        | Não terminou (Did not finish)             |   |                                      |
| Recorde pessoal       | Recorde pessoal do atleta (Personal best)    | Recorde da Oceania    | Recorde da Oceania (Oceania)          | DSQ / DQ                   | Desclassificado (Disqualified)            |   |                                      |
| Recorde da temporada  | Recorde da temporada do atleta (Season best) | Recorde sul-americano | Recorde sul-americano (South America) | NM                         | Sem marca (No mark)                       |   |                                      |